# Teyana Taylor
Teyana Taylor (Harlem, 10 de dezembro de 1990) é uma cantora, atriz, dançarina e modelo do Harlem, Estados Unidos. Em 2007, Taylor assinou um contrato de gravação com a gravador de Pharrell Williams, chamada"Star Trak Entertainment" de marca, antes de fazer a sua primeira aparição nacional no programa da MTV intitulado My Super Sweet 16. Em 2012, ela assinou com a gravadora de Kanye West intitulada GOOD Music depois de pedir para ela poder sair de Star Trak. Como é uma aspirante a compositora, Taylor trabalhou com e escreveu para artistas como Usher, Chris Brown, e Omarion. Taylor apareceu em diversas passarelas durante a Semana de Moda e também teve colaborações de alto-nível, tais como uma colaboração com Kanye West no seu quinto álbum My Beautiful Dark Twisted Fantasy. Atualmente, Teyana aparece no programa do VH1 Teyana e Iman, ao lado de seu marido, jogador de NBA, Iman Shumpert.

## Início da vida
Teyana Taylor nasceu no dia 10 de dezembro de 1990 e cresceu em Harlem, Nova Iorque. Ela tem ascendência africana, mais propriamente de Trindade e Tobago. Taylor é filha única pela parte da sua mãe. O seu pai tem dois filhos e outra filha de um outro relacionamento. Sua mãe educou-a com a sua família desde cedo e, atualmente, é a gerente da carreira da Teyana. Aos nove anos de idade, ela pegou num microfone na frente de uma multidão e começou a cantar. Taylor esteve matriculada em diversos concursos de talentos, incluindo um do Teatro Apollo embora não tenha ganho. Na sua infância e adolescência, Taylor teve fortes influências vindas de Lauryn Hill, Stevie Wonder, Janet Jackson e Michael Jackson.[carece de fontes?]

## Vida pessoal
Em 16 de dezembro de 2015, Taylor deu à luz uma filha, Iman "Junie" Tayla Shumpert. Depois de entrar em trabalho de parto, o seu marido, Iman Shumpert foi o parteiro do seu próprio filho na casa do casal. Em 20 de setembro de 2016, no show The Wendy Williams Show, Taylor revelou que ela e Shumpert se casaram secretamente, apesar de que era falso no momento do programa, dado que o casal só chegou a casar no dia 1 de outubro de 2016, cerca de duas semanas depois da aparição de Taylor no show The Wendy Williams Show.